# Marginaridae
Marginaridae es una familia de foraminíferos bentónicos de la Superfamilia Parathuramminoidea, del Suborden Fusulinina y del Orden Fusulinida. Su rango cronoestratigráfico abarca desde el Givetiense (Devónico medio) hasta el Fameniense (Devónico superior).

## Discusión
Clasificaciones más recientes incluirían Marginaridae en el Suborden Parathuramminina, del Orden Parathuramminida, de la Subclase Afusulinina y de la Clase Fusulinata.

## Clasificación
Marginaridae incluye a los siguientes géneros:
- Cordatella †
- Marginara †
- Turcmeniella †

Otro género considerado en Marginaridae es:
- Marginarae †, aceptado como Marginara